# HO Возничего
HO Возничего (лат. HO Aurigae) — одиночная переменная звезда в созвездии Возничего на расстоянии приблизительно 525 световых лет (около 161 парсека) от Солнца. Видимая звёздная величина звезды — от +13,7m до +12,6m.

## Характеристики
HO Возничего — оранжевая эруптивная неправильная переменная звезда (IS:) спектрального класса K. Радиус — около 1,37 солнечного, светимость — около 0,578 солнечной. Эффективная температура — около 4295 К.